# Trypetisoma cylindratum
Trypetisoma cylindratum är en tvåvingeart som beskrevs av Kim 1994. Trypetisoma cylindratum ingår i släktet Trypetisoma och familjen lövflugor. Inga underarter finns listade i Catalogue of Life.